# Стрелицкое городское поселение
Стрелицкое городское поселение — муниципальное образование Семилукского района Воронежской области России.
Административный центр — посёлок городского типа Стрелица.

## Население
| 2010  | 2011  | 2012  | 2013  | 2014  | 2015  | 2016  |
| ----- | ----- | ----- | ----- | ----- | ----- | ----- |
| 4356  | ↘3951 | ↗4398 | ↘4354 | ↗4397 | ↗4499 | ↗4558 |
| 2017  | 2018  | 2021  |       |       |       |       |
| ↘4484 | ↘4394 | ↗4432 |       |       |       |       |

## Населённые пункты
В состав поселения входят:
- посёлок городского типа Стрелица,
- посёлок Бахчеево.